# تودور كوليف (لاعب كرة قدم بلغاري)
تودور كوليف (بالبلغارية: Тодор Георгиев)‏ هو لاعب كرة قدم بلغاري في مركز نصف الجناح، ولد في 22 سبتمبر 1989 في فارنا في بلغاريا. شارك مع منتخب بلغاريا تحت 19 سنة لكرة القدم ومنتخب بلغاريا تحت 21 سنة لكرة القدم. أما مع النوادي، فقد لعب مع نادي تشيرنو مور فارنا ونادي دوبرودزا دوبريتش.